# The Science Fiction Hall of Fame, Volume Two
The Science Fiction Hall of Fame, Volume Two este o colecție de povestiri științifico-fantastice în limba engleză editată de Ben Bova în două volume, pentru a fi deosebite volumele sunt notate Two A și Two B. Antologia a fost publicată în 1973 de editura Doubleday din Statele Unite. În Regatul Unit volumele antologiei au fost publicate de Victor Gollancz Ltd ca  Volume Two (1973) și Volume Three (1974). Subtitlul ediției americane a fost The Greatest Science Fiction Novellas of All Time.
S-au votat de către membrii SFWA cele mai bune zece din cele 76 de povestiri de pe buletinul de vot, regula fiind ca un scriitor să fie votat doar pentru o povestire.
Theodore Sturgeon a examinat antologia în mod favorabil, lăudând decizia de a o publica în două volume, mai degrabă decât să i se micșoreze conținutul. Prefața lui Bova mulțumește editorului de science fiction de la Doubleday Larry Ashmead pentru acest lucru.

## Cuprins
Prefața lui Bova (identică în ambele volume) a onorat 24 de lucrări prin identificarea a două care meritau să fie publicate, dar nu au fost incluse. "A Canticle for Leibowitz" de Walter M. Miller, Jr. (1955) nu a fost disponibilă pentru re-publicare în 1973, deoarece a reapărut rescrisă ca un roman. By His Bootstraps de Robert A. Heinlein (1941) este cea de a doua lucrare care ar fi trebuit publicată dar ar fi fost a doua în antologie a autorului respectiv. Acestea s-au clasat pe locul doi și al nouălea la vot.
Prima parte, volumul Doi A (Two A), include opt din cele zece povestiri alese prin votul SFWA, iar celelalte două nu fac parte din antologie, așa cum este descris mai sus.
| Autor                        | Titlu                         | În română                  | Data |
| ---------------------------- | ----------------------------- | -------------------------- | ---- |
| Volumul 2A                   |                               |                            |      |
| Poul Anderson                | "Call Me Joe"                 |                            | 1957 |
| John W. Campbell             | "Who Goes There?"             | „Cine-i acolo ?”           | 1938 |
| Lester del Rey               | "Nerves"                      |                            | 1942 |
| Robert A. Heinlein           | "Universe"                    |                            | 1941 |
| Cyril M. Kornbluth           | "The Marching Morons"         |                            | 1951 |
| Henry Kuttner și C. L. Moore | "Vintage Season"              |                            | 1946 |
| Eric Frank Russell           | "...And Then There Were None" |                            | 1951 |
| Cordwainer Smith             | "The Ballad of Lost C'Mell"   |                            | 1962 |
| Theodore Sturgeon            | "Baby Is Three"               |                            | 1952 |
| H.G. Wells                   | "The Time Machine"            | „Mașina timpului”          | 1895 |
| Jack Williamson              | "With Folded Hands"           | „Cu brațele încrucișate”   | 1947 |
| Volumul 2B                   |                               |                            |      |
| Isaac Asimov                 | "The Martian Way"             | „Calea marțiană”           | 1952 |
| James Blish                  | "Earthman Come Home"          |                            | 1953 |
| Algis Budrys                 | "Rogue Moon"                  |                            | 1960 |
| Theodore Cogswell            | "The Spectre General"         |                            | 1952 |
| E. M. Forster                | "The Machine Stops"           | „Mașina se oprește”        | 1909 |
| Frederik Pohl                | "The Midas Plague"            |                            | 1954 |
| James H. Schmitz             | "The Witches of Karres"       |                            | 1949 |
| T. L. Sherred                | "E for Effort"                |                            | 1947 |
| Wilmar H. Shiras             | "In Hiding"                   |                            | 1948 |
| Clifford D. Simak            | "The Big Front Yard"          | „Poarta care duce dincolo” | 1958 |
| Jack Vance                   | "The Moon Moth"               |                            | 1961 |

## Top 10
În procesul de selecție, membrii SFWA au fost invitați să voteze zece din cele 76 de povestiri din buletinul de vot, selectând nu mai mult de una pentru un autor. În prefața colecției, Bova a prezentat primele zece povestiri și primii zece autori, după numărul de voturi.  (Așa cum s-a arătat mai sus, "A Canticle for Leibowitz" și "By His Bootstraps" nu au fost incluse în colecție.) 

## Povestiri
- "Who Goes There?" (1938), John W. Campbell, Jr.
- "A Canticle for Leibowitz" (1955), Walter M. Miller, Jr.
- "With Folded Hands" (1947), Jack Williamson
- "The Time Machine" (1895), H. G. Wells
- "Baby Is Three" (1952), Theodore Sturgeon
- "Vintage Season" (1946), Henry Kuttner și C. L. Moore
- "The Marching Morons" (1951), C. M. Kornbluth
- "Universe" (1941), Robert A. Heinlein
- "By His Bootstraps" (1941), Robert A. Heinlein
- "Nerves" (1942), Lester del Rey

### Autori
- Robert A. Heinlein
- Theodore Sturgeon
- John W. Campbell, Jr.
- Walter M. Miller, Jr.
- Lester del Rey
- C. M. Kornbluth
- Jack Williamson
- H. G. Wells
- Poul Anderson
- Henry Kuttner și C. L. Moore

## Vezi și
- The Science Fiction Hall of Fame, Volume One, 1929–1964
- 1973 în științifico-fantastic